# Krzysztof Schabowski
Krzysztof Schabowski, pseudonim Chudy (ur. 1976) – polski strongman.

## Życiorys

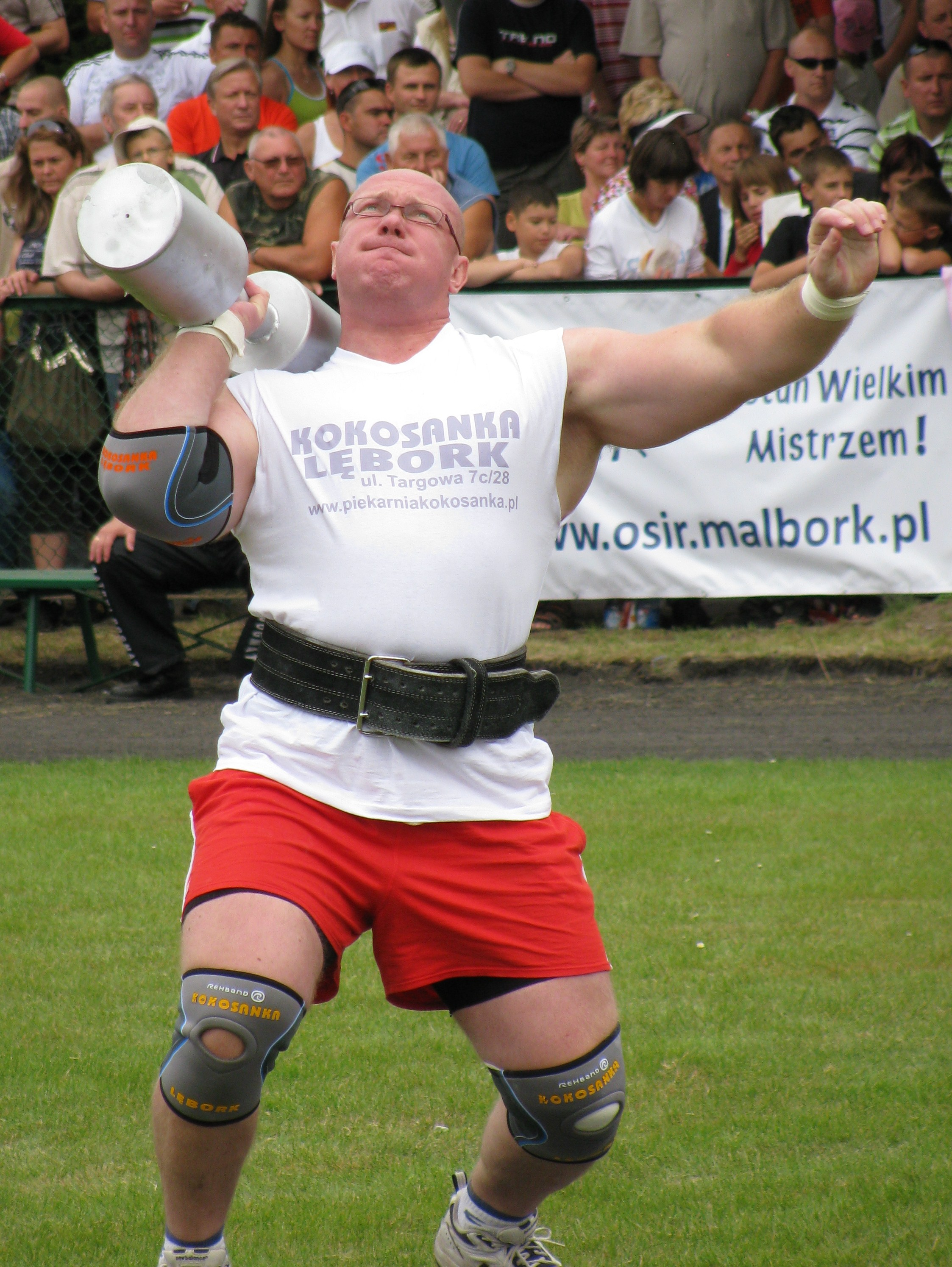
Krzysztof Schabowski, 2009

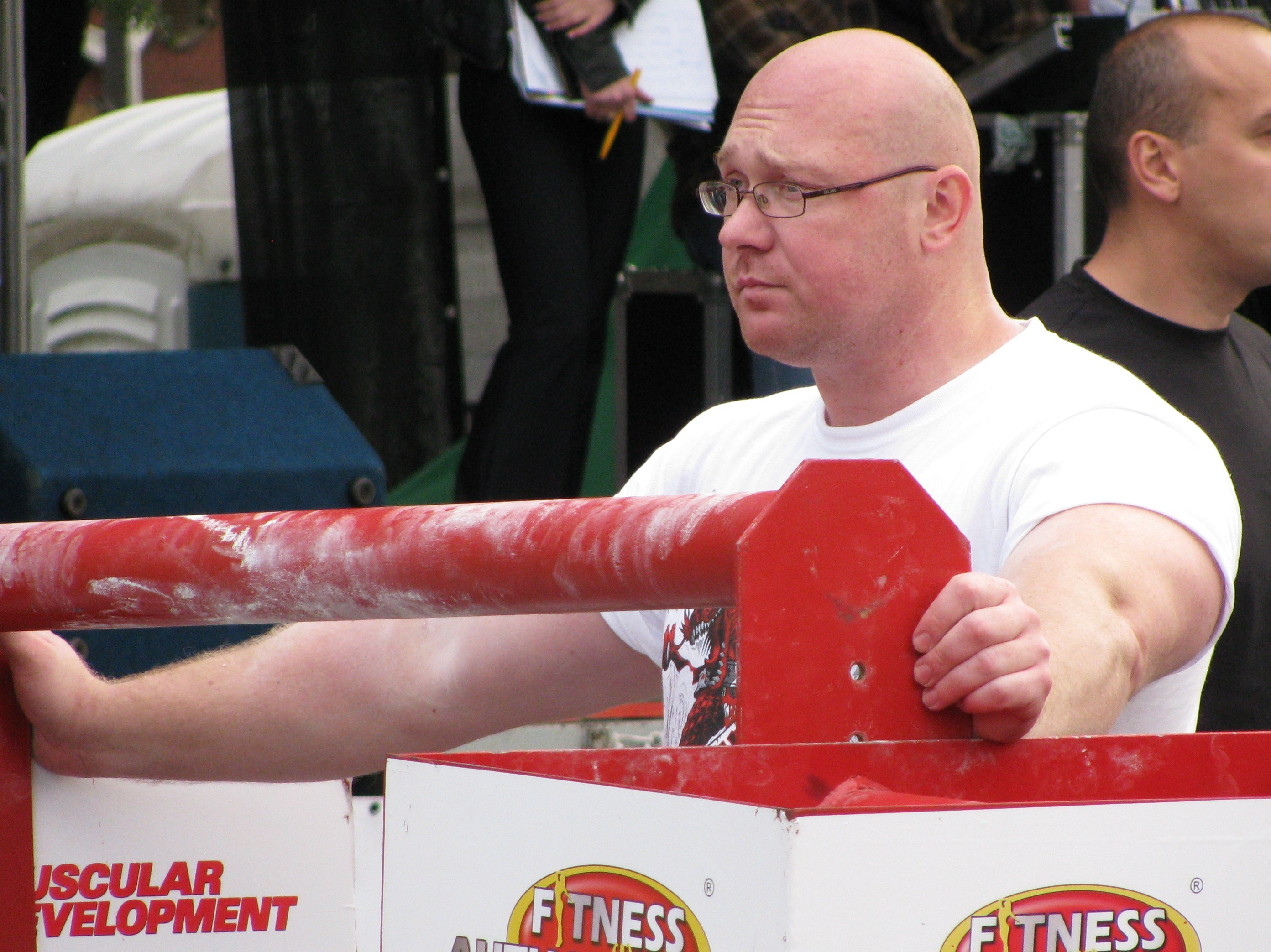
Krzysztof Schabowski, 2009

Krzysztof Schabowski zadebiutował jako siłacz w 2006. Wziął udział w Mistrzostwach Polski Strongman 2006, Mistrzostwach Polski Strongman 2007 i Mistrzostwach Polski Strongman A-S 2009, jednak nie zakwalifikował się do finałów.
Uczestniczył w Pucharze Polski Strongman 2007 i Pucharze Polski Strongman 2008.
Uzyskał wykształcenie średnie. Mieszka w Gdańsku.
Wymiary:
- wzrost 189 cm
- waga 135 kg
- biceps 54 cm
- klatka piersiowa 135 cm

Rekordy życiowe:
- przysiad 320 kg
- wyciskanie 220 kg
- martwy ciąg 370 kg[2]

## Osiągnięcia strongman
- 2008

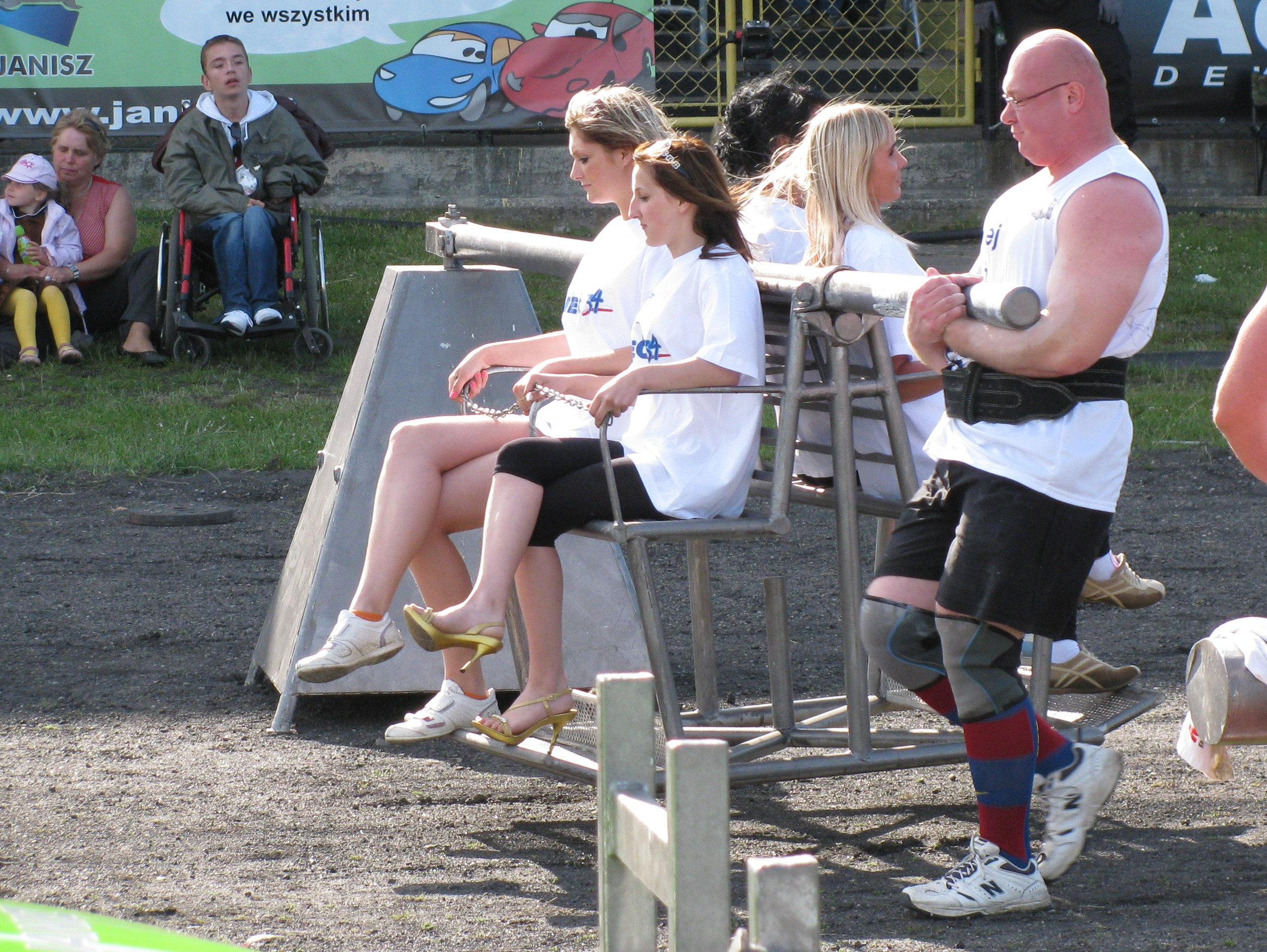
Krzysztof Schabowski, 2009

  - 4. miejsce - Grand Prix Polski Strongman 2008, Radom
  - 7. miejsce - Mistrzostwa Polski Strongman 2008, Częstochowa
- 2009
  - 2. miejsce - Tytan (10-ta edycja), Lębork[3]
  - 3. miejsce - Puchar Polski Activa Strongman, Pruszcz Gdański[4]
  - 2. miejsce - Halowy Puchar Polski Strongman 2009, Lębork
- 2010
- 4. miejsce - Halowy Puchar Polski Strongman 2010, Gdańsk
- 1 Miejsce Ustronie Morskie Eliminacje Arnold Strongman 2011
- 3 Miejsce Międzyzdroje Eliminacje Arnold Strongman 2011 (Klasyfikacja generalna 3)
  - 2. miejsce - Mistrzostwa Polski Strongman Harlem 2010, Stargard Szczeciński
  - 2. miejsce - Mistrzostwa Europy Strongman 2010, Września
  - 1. miejsce FSSiU Łódź
  - 2 Miejsce Tallin Estonia vis World